# Bénédicte Quinet
Pour les articles homonymes, voir Quinet.
Bénédicte Quinet, née le 23 décembre 1959 à Tournai (province de Hainaut), est une autrice, illustratrice et coloriste de bande dessinée belge.

## Biographie

### Jeunesse et formation
Bénédicte Quinet naît le 23 décembre 1959 à Tournai,. Elle poursuit des humanités artistiques à l'Institut des Ursulines à Mons, après lesquelles elle s'inscrit à l'Institut Saint-Luc à Bruxelles dans la section illustration. Elle y rencontre son futur époux et collaborateur Gaëtan Evrard.

### Carrière
Après son graduat en 1983, elle travaille une dizaine d'années dans un magasin et se lance dans l'illustration. Elle illustre son premier livre Amies pour la vie écrit par Colette Hellings aux éditions Pastel/L'École des loisirs en 1992. Elle poursuit cette collaboration et devient également autrice en 1999 dans la même maison d'édition. Parallèlement, elle publie un peu dans des revues des éditions Milan et des Éditions Averbode et aide également son mari pour les mêmes éditions. 
En 1994, comme coloriste de bande dessinée, elle réalise la mise en couleur de L'Arbre du jardin écrit par Joël Smets et dessiné par Gaëtan Evard. Ce livre évoque la Bataille des Ardennes vu par les yeux d'une petite fille, il est publié dans la collection « Dauphin-Noël ». Pour Bayard, elle réalise la mise en couleur des huit premières planches de Saint Vincent de Paul, également dessiné par Evrard. 
Elle continue à publier des livres jeunesse comme Le Parapluie (2001), Elise petite (2002) pour lesquels elle utilise la technique du papier déchiré, ou encore Félicien le jardinier (2004), illustré par Evrard. 
En avril 2008, elle expose pour la première fois des aquarelles au quartier d'art à Namur et compte une quinzaine d'albums destinés aux enfants. Elle dit user de multiples techniques pour ses illustrations parmi lesquelles figurent le crayon de couleur, pastel, la gouache et principalement les collages de papiers déchirés de différentes textures.
Elle entame par la suite une collaboration avec les Éditions du Triomphe dans laquelle elle publie régulièrement dans la collection « Le Vent de l'histoire » comme coloriste.

### Vie privée
Bénédicte Quinet est mariée à Gaëtan Evrard — également illustrateur pour enfants et dessinateur — et mère de quatre enfants, elle vit à Sart-Custinne en Belgique.

## Publications
Bénédicte Quinet a publié les ouvrages suivants aux éditions Coccinelle BD : 
- Veillez et Priez[8] en 1993 ; 1994[9] ; 1996[9], Bénédicte Quinet, Durbuy, Coccinelle BD, 1 septembre 2005  (ISBN 978-2-930273-29-7)
- Petites histoires : grand trésor[10], textes : Christian Dehotte ; illustrations : Bénédicte Quinet, Durbuy, Coccinelle BD, 2006
- Un moment avec Marie[10], Bénédicte Quinet, Durbuy, Coccinelle BD, 2007  (ISBN 978-2-930273-45-7)

### Illustratrice
- Amies pour la vie[11] de Colette Hellings (Pastel, mars 1992)  (ISBN 9782211022699)
- Berthe et Alberte de Colette Hellings (Pastel, janvier 1994)  (ISBN 2-211-01888-2)
- Une vache en Afrique de Colette Hellings (Pastel, mars 1995)  (ISBN 9782211022811)
- Cet hiver-là de Colette Hellings (Pastel, septembre 1996)  (ISBN 9782211038393)
- Va-t´en Véra! de Colette Hellings (Pastel, janvier 1997)
- Les Beignets au miel de Colette Hellings (Pastel, août 1997)  (ISBN 9782211041836)

### Autrice et illustratrice
- La Casquette[11], (Pastel, avril 1999)  (ISBN 9782211049948)
- Marie-Rose[11], (Pastel, mars 2000)  (ISBN 9782211052214)
- Le Parapluie[11], (Pastel, mars 2001)  (ISBN 9782211056908)
- Elise petite[11], (Pastel, avril 2002)  (ISBN 9782211062138)
- Reinette[11], (Pastel, mars 2003)  (ISBN 9782211066433)
- Aussi fort qu’un lapin[11], (Pastel, avril 2004)  (ISBN 9782211072045)
- Abou et Kalidou[2], (Pastel, 21 octobre 2005)  (ISBN 2211079423)
- Timide Siméon[11], (Pastel, 2007)  (ISBN 978-2-211-08393-5)

### Autrice
- Félicien le jardinier[11], Gaëtan Evrard, (ill.), (Pastel, avril 2004)  (ISBN 9782211065337)
- Rosie Rose[12], Gaëtan Evrard, (ill.), (Pastel, 2007)  (ISBN 978-2-211-08582-3)

### Coloriste de bandes dessinées
Par ordre chronologique

### En revues et journaux
- publications des Éditions Averbode[8] ; 1997 ; 1998 ; 1999 ; 2000 ; 2001 ; 2002 ; 2003
- publications des éditions Milan[8] : 1998 ; 1999 ; 2000 ; 2004
- publications des éditions Fleurus presse[8] : 2004.